# Haitai
A Haitai (em coreano, 해태제과식품) é uma companhia sul-coreana, com o foco principal em comida instantânea e bebidas, especialmente confeitaria, cervejaria, sucos e sorvetes.
A companhia foi fundada em 3 de outubro de 1945  e emprega 3.900 pessoas em oito plantas em Cheonan, Anyang, Hayang, Kwangju, Cheongju, Munmak e Okcheon, na Coreia do Sul.
Foi comprada por outra companhia sul-coreana, a Crown Confectionery em 2004.

## História
Depois da independência da Coreia, a companhia foi o primeiro grupo alimentício a ser fundado pelo próprio capital e esforços sul-coreanos. Apesar de o país estar extremamente empobrecido tanto socialmente quanto financeiramente depois da independência, a Haitai partiu para a diversidade de linha de produto e melhorou a qualidade dos produtos. Dessa forma, a Haitai foi reconhecida pela sua qualidade em 1947 no Exibição de Produtos Domésticos quando recebeu o “Good Product Award” pelos “Wafer” e “Jelly”. 
Em 1959, depois de anos de desenvolvimento de produto, a Haitai começou a manufaturar “Supermint”, o primeiro chiclete da Coreia do Sul. Nos anos 1960, a companhia completou uma fábrica de 14 mil metros quadrados em Yangpyung-dong, Youngdungpo-ku. Aproximadamente 30 tipos de produtos foram produzidos neste período incluindo doces, chicletes, biscoitos e pães.
Nos anos 1970, a companhia começou a produzir e vender o sorvete Bravo Cone. Com a competição da Chonan, Kwangju e outras fábricas grandes nos anos 1980 e 1990, a companhia fortaleceu a sua capacidade de produção. 

## Produtos
A Haitai introduziu muitos produtos populares na Coreia do Sul. 
Produtos lançados no ano de 2001 foram especiais em excelência de gustação e alta qualidade. Incluíram nessa época alguns dos produtos mais vendidos como o White Angel, Xylitol e Bravo Cone Pistachio que é um dos sabores do Bravo Cone Séries. O chiclete Xylitol tem sido um hit no mercado de chicletes sustentando um contínuo crescimento, alcançando seis bilhões de wons em vendas mensais. Distinto com tradicional marketing de chocolate, White Angel apareceu aos consumidores sul-coreanos com sua imagem legal, tendo vendas mensais de três bilhões de wons. O Bravo Cone Pistachio foi introduzido para satisfazer o gosto dos jovens, contribuindo para aumentar as vendas do Bravo Cone para 40 bilhões de wons.
A Haitai tem liderado o mercado doméstico da indústria de confeitaria da Coreia do Sul por mais de 60 anos. 
O Yeonyanggang, introduzido em 1945, é ainda degustado por muitos consumidores. O Bravo Cone, lançado em 1970 se tornou uma marca de sorvete líder através da vinheta de comercial Let’s meet at 12. Bravo Cone!. Assim o Bravo Cone entrou para o Guinness Book coreano como o mais antigo sorvete da Coreia. Outros produtos como o Matdongsan (1975), Ace (1974), Babambar (1976), Nougatbar (1974) são outros produtos da Haitai que continuam a ser muito populares. 